# Filmografia di Sora Aoi
Questa voce riporta la filmografia di Sora Aoi (蒼井そら?, Aoi Sora), un'attrice e AV idol giapponese.

## Cinema
- Gun Crazy: Episode 4 (ＧＵＮ ＣＲＡＺＹ Ｅｐｉｓｏｄｅ４ 用心棒の鎮魂歌?, Seifuku Bisyojo Sensei Atashi wo Daite), regia di Atushi Muroga (2003)[1]
- Tsumugi (Uniform Beauty: Shag Me Teacher!) (つむぎ舟 (制服美少女 先生あたしを抱いて)?, Seifuku Bisyojo Sensei Atashi wo Daite), regia di Hidezaku Takahara (2004)[1]
- Love Twisted (ともしび?, Tomoshibi), regia di Ryouko Yoshida (2004)[1]
- Stop the Bitch Campaign: Hell Version (援助交際撲滅運動 地獄変?, Enjo-kosai Bokumetsu Undo: Jigoku-hen), regia di Kosuke Suzuki (2004)[1]
- Raw Summer (なま夏?, Nama-Natsu), regia di Keisuke Yoshida (2005)[1]
- Man, Woman & The Wall (聴かれた女?, Kikare Taonna), regia di Masashi Yamamoto (2006)[1]
- Memories of Matsuko (嫌われ松子の一生?, Kiraware Matsuko no isshō), regia di Tetsuya Nakashima (2006)[1]
- Irokoishi 2: Roaming in Hokkaido (艶恋師 北海道 放浪編?, Irokoishi: Hokkaido Hourou Hen), regia di Yūji Tajiri (2008)[1]
- Tear Jar (泪壺?, Namida Tsubo), regia di Takahisa Zeze (2008)[1]
- Hormones (ปิดเทอมใหญ่ หัวใจว้าวุ่น Pit Thoem Yai Hua Chai Wawun), regia di Songyos Sugmakanan (2008)[1]
- Torso (トルソ?, Toruso), regia di Yutaka Yamasaki (2010)[1]
- The Big Tits Dragon (巨乳ドラゴン 温泉ゾンビ VS ストリッパー５?, Kyonyû doragon: Onsen zonbi vs sutorippâ 5), regia di Takao Nakano (2010)[1]

## Direct-to-video
- High School Teacher (高校教師 飼育の校舎?, Koukou Kiyoushi Shi Kuno Koushiya), regia di Hiroshi Ando (2003)[2]
- Erotic Ghost: Siren (新妖女傳說 Siren?, Shin Youjo Densetsu Siren), regia di Satoshi Torao (2004)[2]
- Hotaru The Hyper Swindler Series Vol. 3 (新だまし屋本舗・蛍 ～おいしいバイトにご用心～?, Shin Damashi Ya Honpo・Hotaru ~Oishii Baito ni go Yoojin~), regia di Nisato Takeshi (2005)[2]
- Hotaru The Hyper Swindler Series Vol. 4 (新だまし屋本舗・蛍 ～ペーパー商法にご用心～?, Shin Damashi Ya Honpo・Hotaru ~Peepaa Shoohoo ni go Yoojin~), regia di Nisato Takeshi (2005)[2]
- くの一五人衆VS女ドラゴン集団  (?, Kunoichi 5nin Shu Vs. Onna Dragon Gundan), regia di Tanigaki Kenji (2005)[2]
- Hotaru The Hyper Swindler Series Vol. 5 (新だまし屋本舗・蛍 ～美容詐欺を撲滅せよ～?, Shin Damashi Ya Honpo・Hotaru ~Biyoo Sagi o Bokumetsu Seyo~), regia di Nisato Takeshi (2006)[2]
- Hotaru The Hyper Swindler Series Vol. 6 (新だまし屋本舗・蛍 ～フランチャイズ詐欺を撲滅せよ～?, Shin Damashi Ya Honpo・Hotaru ~Furanchaizu Sagi o Bokumetsu Seyo~), regia di Nisato Takeshi (2006)[2]
- プレイエンジェル Vol. 1  (?, Play Angels Vol. 1), regia di Nisato Takeshi (2007)[2]
- プレイエンジェル Vol. 2  (?, Play Angels Vol. 2), regia di Nisato Takeshi (2008)[2]
- My Sassy Girl (蒼空?, Aozora), regia di Jojo Hideo (2008)

## Dorama e fiction
- 特命係長 只野仁  (?, Tokumei Kakarichō Tadano Hitoshi) (2003)[3]
- 3º episodio di Mystery Folklore Scholar Yakumo Itsuki (ミステリー民俗学者八雲樹?, Mystery Minzoku Gakusha Yakumo Itsuki) (2004)[4][5]
- Shimokita GLORY DAYS (下北GLORY DAYS?, Shimokita Glory Days) (2006)[6]
- 快感職人  (?, Kaikan Shokunin) (2006)[7]
- 4º episodio di Galileo (serie televisiva) (ガリレオ?, Garireo) (2007)[8]
- Korean Classroom (2009)[9]

## Cinema pornografico
| Titolo | Produttore                                     | Regista                            | Pubblicazione                           | Note |
| --- | ---------------------------------------------- | ---------------------------------- | --------------------------------------- | --- |
| Happy Go Lucky! | Alice Japan KA-2080 (VHS) DV-172 (DVD)         | Kazuhito Kuramoto                  | VHS:30 luglio 2002 DVD:30 agosto 2002   | Film di debutto di Sora Aoi. |
| The Blue Sky Sora Aoi (あおぞら?) | MaxA Samansa XS-2268 (VHS)                     | Yoshiho Fukuoka                    | 23 agosto 2002                          | |
| Virgin Sky | Max-A Samansa XS-2271 (VHS)                    | Yukihiko Shimamura                 | 24 settembre 2002                       | |
| Cosmic Girl | Alice Japan KA-2094                            | Hidekazu Takahara                  | 29 ottobre 2002                         | |
| Samantha Sora Aoi Vol. 1 (サマンサ 蒼井そら?) | Max-A Samansa XV-095                           | Yoshiho Fukuoka                    | 22 novembre 2002                        | Pubblicazione in DVD di The Blue Sky Sora Aoi. |
| Facial Sora Aoi | Max-A Samansa XS-2278 (VHS)                    | Yoshiho Fukuoka                    | 29 novembre 2002                        | |
| Max-A Anniversary 3 | Max-A Calen XV-098                             |                                    | 6 dicembre 2002                         | Compilation con 24 AV idol. |
| 50/50 Sora Aoi | Alice Japan KA-2101                            | Kazutoshi Goto                     | 27 dicembre 2002                        | |
| Max-A's Three Hotties Rin Nohara Asuka Sora Aoi (MAX-A3人娘 野原りん 明日香 蒼井そら?)                                                                                      | Max-A Samansa XV-103                           | Yukihiko Shimamura                 | 24 gennaio 2003                         | Pubblicazione in DVD di Virgin Sky. |
| Sola-Graph | Max-A Samansa XS-2283 (VHS)                    | Yukihiko Shimamura                 | 31 gennaio 2003                         | |
| Wet and Tender (ネッチョリ癒されたい?) | Alice Japan KA-2109                            | Yoshinori Kasuga                   | 28 febbraio 2003                        | |
| Illegal Tits Violation 14 (不法侵乳 14?) | Max-A Samansa XS-2286 (VHS)                    | Taira Takano                       | 25 marzo 2003                           | |
| Samantha Sora Aoi Vol.2 (サマンサ蒼井そら VOL.2?) | Max-A Samansa XV-117                           | Yoshiho Fukuoka Yukihiko Shimamura | 25 aprile 2003                          | Pubblicazione in DVD di Facial e Sola-Graph. |
| Sexy Fruit (色情果実?) | Alice Japan KA-2115                            | Hidekazu Takahara                  | 25 aprile 2003                          | |
| Younger Sister's Secret Sora Aoi (妹の秘密 蒼井そら?) | Max-A Samansa XS-2292 (VHS)                    | Yo Takemura                        | 30 maggio 2003                          | |
| Samantha Sora Aoi Vol. 3 (サマンサ 蒼井そら Vol.3?) | Max-A Samansa XV-125                           | Taira Takano                       | 20 giugno 2003                          | Pubblicazione in DVD di Illegal Tits Violation 14. |
| Sexy Butt (Mejiri) (女尻?) | Alice Japan KA-2122                            | Kunihiro Hasegawa                  | 20 giugno 2003                          | |
| Naked / Sora Aoi (裸体 蒼井そら?) | Shuffle Believe SFLB-001                       |                                    | 25 giugno 2003                          | Solo scene di nudo. |
| Splash (スプラッシュ?) | Max-A Samansa XS-2298 (VHS)                    | Taira Takano                       | 25 luglio 2003                          | |
| Bubbly Heaven (逆ソープ天国?) | Alice Japan KR-9189                            | Shigeo Katsuyama                   | 22 agosto 2003                          | |
| Samantha Sora Aoi Vol.4 (サマンサ 蒼井そら Vol.4?) | Max-A Samansa XV-134                           | Yo Takemura                        | 22 agosto 2003                          | Pubblicazione in DVD di Younger Sister's Secret. |
| Samantha Sora Aoi Vol.5 (サマンサ 蒼井そら Vol.5?) | Max-A Samansa XV-139                           | Taira Takano                       | 19 settembre 2003                       | Pubblicazione in DVD di Splash. |
| Welcome To Max Café (ようこそMax Cafeへ！?) | Max-A Samansa XS-2303 (VHS)                    | Yo Takemura                        | 30 settembre 2003 21 novembre 2003      | |
| Costume Play Doll (制服人形?) | Alice Japan KA-2138                            | Yuji Sakamoto                      | 24 ottobre 2003                         | |
| Sora Aoi's 2 Videos (蒼井そら 2本セット?) | Alice Japan KA-2140                            | Yuji Sakamoto                      | 24 ottobre 2003                         | Contiene Costume Play Doll e Best Collection. |
| Sora Aoi Best Collection (蒼井そら 秘蔵痴態集?) | Alice Japan KA-2139                            |                                    | 24 ottobre 2003                         | Compilation di scene da Happy Go Lucky, "Cosmic Girl" e "50/50". |
| Oral Infection (口内感染 Oral Infection?) | Max-A Samansa XS-2311 (VHS)                    | Yoshiho Fukuoka                    | 28 novembre 2003                        | |
| Max-A Anniversary 4 | Max-A Calen XV-149                             |                                    | 19 dicembre 2003                        | Compilation con 24 AV idol. |
| Indecent Model (Waisetsu model) (猥褻モデル?) | Alice Japan KA-2151                            | Eigo Mochizuki                     | 26 dicembre 2003                        | |
| Samantha Sora Aoi Vol.6 (サマンサ 蒼井そら Vol.6?) | Max-A Samansa XV-155                           | Yushiho Fukuoka                    | 23 gennaio 2004                         | Pubblicazione in DVD di Oral Infection. |
| The Confined Bodydoll / Sora Aoi (監禁ボディドール 蒼井そら?) | Max-A Samansa XS-2320 (VHS)                    | Taira Takano                       | 30 gennaio 2004                         | |
| The Hidden Suicup (裏・スイカップ?) | Alice Japan KA-2158                            | Kyuhei Tsubakihara                 | 20 febbraio 2004                        | |
| Naked 2 / Sora Aoi (裸体 蒼井そら#2?) | Shuffle Believe SFLB-009                       | Kosuke Kisaragi                    | 25 febbraio 2004                        | Solo scene di nudo. |
| Samantha Sora Aoi Vol.7 (サマンサ 蒼井そら Vol.7?) | Max-A Samansa XV-167                           | Taira Takano                       | 26 marzo 2004                           | Pubblicazione in DVD di The Confined Bodydoll. |
| Self Produce / Sora Aoi (Self Produce 蒼井そら?) | Max-A Samansa XS-2331 (VHS)                    | Toshio                             | 30 marzo 2004                           | |
| The Devil's Training (悪魔の肉調教?) | Alice Japan KA-2170                            | Shigeo Katsuyama                   | 30 aprile 2004                          | |
| Samantha Sora Aoi Vol.8 (サマンサ 蒼井そら Vol.8?) | Max-A Samansa XV-174                           | Toshio                             | 21 maggio 2004                          | Pubblicazione in DVD di Self Produce. |
| Taboo / Sora Aoi (ＴＡＢＯＯ 蒼井そら?) | Max-A Samansa XS-2338 (VHS)                    | Yukinori Nishizawa                 | 28 maggio 2004                          | |
| Sister's Secret Collection Memorial Edition (妹の秘密コレクション?) | Max-A Samansa XS-2339 (VHS)                    | Toshio                             | 28 maggio 2004                          | |
| Boin Mix Bomb | Max-A Samansa XS-2340                          | Toshio                             | 18 giugno 2004                          | Compilation con altre 10 AV idol dal seno prosperoso. |
| Provocative Erotic (挑発エロティック?) | Alice Japan KA-2181                            | Hidekazu Takahara                  | 25 giugno 2004                          | |
| More Max VI | Max-A Samansa XS-2345 (VHS)                    | Toshio                             | 23 luglio 2004                          | Compilation con 10 AV idol. |
| Samantha Sora Aoi Vol.9 (サマンサ 蒼井そら Vol.9?) | Max-A Samansa XV-185                           | Yukinori Nishizawa                 | 23 luglio 2004                          | Pubblicazione in DVD di Taboo. |
| Lollipop (Lollipop（ロリポップ） 蒼井そら?) | Max-A Samansa XS-2349 (VHS)                    | Toshio                             | 30 luglio 2004                          | |
| Sora Aoi Becomes a Prostitute (風俗で蒼井そらとしたいっ！?) | Alice Japan Babylon KR-9211 (VHS) DV-381 (DVD) |                                    | 20 agosto 2004                          | |
| Sexy Butt Climax 2004 (Mejiri Climax 2004) (女尻CLIMAX 2004?) | Alice Japan KA-2186 (VHS) DV-387 (DVD)         | Usagi Kanda                        | 27 agosto 2004                          | Compilation con Akiho Yoshizawa, Kaede Matsushima, Rina e Yuna Mizumoto. |
| Witch Hunt IV (魔女の棲み家Ⅳ?) | Max-A Samansa XS-2358                          | Taira Takano                       | 28 settembre 2004                       | |
| Fetish Sora (フェティッシュ そら?) | Alice Japan KA-2189                            | Kyuhei Tsubakihara                 | 22 ottobre 2004                         | |
| Sell Debut (セル初?) | S1 ONED-003                                    | Hideto Aki                         | 11 novembre 2004                        | |
| Samantha Sora Aoi Vol.10 (サマンサ 蒼井そら Vol.10?) | Max-A Samansa XV-206                           | Toshio                             | 28 novembre 2004                        | Pubblicazione in DVD di Lollipop. |
| Best of Sky Sora Aoi (BEST OF SKY 蒼井そら?) | Max-A Samansa XS-2369 (VHS) XV-239 (DVD)       | Toshio                             | VHS:30 novembre 2004 DVD:29 aprile 2005 | Compilation con 14 scene di Sora Aoi da AV precedenti. |
| Female Teacher X Schoolgirl (女教師×女子校生?) | S1 ONED-014                                    | Kingdom                            | 11 dicembre 2004                        | |
| Erotic Lady's Indecent Language Play (淫語 エロい女の淫語あそび?) | S1 ONED-025                                    | Kingdom                            | 11 gennaio 2005                         | |
| Let's Confine! MAX MAX 4 Hours (やっぱり監禁だ！まっくすまっくす4時間?) | Max-A Samansa XV-219 (DVD)                     |                                    | 28 gennaio 2005                         | Compilation con 14 AV idol. |
| Sora Aoi is Just for Me (僕だけの蒼井そら?) | S1 ONED-036                                    | Alala Kurosawa                     | 11 febbraio 2005                        | |
| Kissing Special (接吻スペシャル?) | S1 ONED-047                                    | Hideto Aki                         | 11 marzo 2005                           | |
| Sora is Your Do Exactly As Told Toy (そらはアナタのいいなり玩具?) | S1 ONED-065                                    | Alala Kurosawa                     | 11 aprile 2005                          | |
| Taboo Hard Mix | Max-A XS-2386                                  | Toshio                             | 29 marzo 2005                           | Compilation con Akiho Yoshizawa, Naho Ozawa, Ami Ayukawa, Asuka ed Erika Hayashi. |
| Reverse Soap Heaven All Reserved Special 2005 (逆ソープ天国貸切スペシャル 2005?)                                                                                            | Alice Japan Babylon KR-9230 (VHS) DV-470 (DVD) | Usagi Kanda                        | 29 aprile 2005                          | Compilation con Natsuki Ozawa, Kaede Matsushima, Naho Ozawa e Hikaru Houzuki. |
| Lusting Uniform Collection (欲情制服コレクション?) | Max-A Samansa XS-2390                          | Toshio                             | 29 aprile 2005                          | Compilation con 10 AV idol in divisa scolastica (completo alla marinara). |
| Sora's Moist, Rich Sex (そらのネットリ濃厚セックス?) | S1 ONED-104                                    | Kengo                              | 19 maggio 2005                          | |
| Breast Special (おっぱいスペシャル?) | S1 ONED-136                                    | Hideto Aki                         | 29 giugno 2005                          | |
| Sora Will Relieve You Greatly (蒼井そら そらがいっぱい癒してあげる?) | S1 ONED-168                                    | [Jo]Style                          | 19 luglio 2005                          | |
| Uniform Doll Dress Up Collection 2005 (制服人形 着せ替えコレクション 2005?)                                                                                                 | Alice Japan KA-2227 (VHS) DV-499 (DVD)         | Usagi Kanda                        | 22 luglio 2005                          | Compilation di cosplay con Ryoko Mitake, Kaede Matsushima, Akiho Yoshizawa, Yuna Mizumoto, Sumire Aida e Hikaru Hozuki. |
| Risky Mosaic - Stimulating Sex (ギリギリモザイク はげましセックス?) | S1 ONED-201                                    | Koushirou                          | 19 agosto 2005                          | |
| Wouldn't You Like to Be Shown Sora's Sex Thoroughly? (そらのセックスじっくり見せてあげよっか?)                                                                              | S1 ONED-238                                    | Tadanori Usami                     | 19 settembre 2005                       | |
| Get Really Erotic Costume Play! (コスプレでい～っぱいHしよっ！?) | S1 ONED-269                                    | Alala Kurosawa                     | 19 ottobre 2005                         | |
| Lewd Neighbor (エッチな隣人?) | S1 ONED-293                                    | Tadanori Usami                     | 19 novembre 2005                        | |
| Delusional Special Bath (妄想的特殊浴場?) | S1 ONED-314                                    | Hideto Aki                         | 19 dicembre 2005                        | |
| A Life With Sora is Filled With Sex 24 Hours! (そらとの共同生活は24時間セックスざんまい！?)                                                                                 | S1 ONED-335                                    | Hideto Aki                         | 19 gennaio 2006                         | |
| Yeah! Nurses!! MAX MAX 4 Hours (やっぱりナースだ！まっくすまっくす4時間?)                                                                                                   | Max-A Calen XV-306                             |                                    | 20 gennaio 2006                         | Compilation con altre AV idol. |
| Brand New Nurse Sora as a Pakopako Nurse (新米ナースそらのパコパコ看護?) | S1 ONED-356                                    | Iggy Coen                          | 19 febbraio 2006                        | |
| Super Titty-Fucking 2 (激パイズリ2?) | S1 ONED-404                                    | Hideto Aki                         | 19 aprile 2006                          | |
| Sora is the Young Married Lady Next Door (そらは隣の若奥様?) | S1 ONED-433                                    |                                    | 19 maggio 2006                          | |
| Sora Aoi Collection 1 (蒼井そらCOLLECTION 1?) | S1 ONSD-024                                    |                                    | 19 luglio 2006                          | Compilation. |
| Hyper – Barely There Mosaic (ハイパーギリギリモザイク?) | S1 ONSD-028                                    |                                    | 7 agosto 2006                           | Compilation con Yua Aida, Yuma Asami, Maria Ozawa, Honoka e Rin Aoki. |
| BakoBako Gangbang 15 (バコバコ乱交15?) | S1 ONED-539                                    | Hideto Aki                         | 19 settembre 2006                       | |
| S1 Dream Collection - Super S Class idols 4 hour special vol.1 (S1ドリームコレクション スーパーS級アイドル4時間！1?)                                                        | S1 ONSD-039                                    |                                    | 7 ottobre 2006                          | Compilation con Yua Aida, Yuma Asami, Maria Ozawa e Honoka. |
| Hyper-Risky Mosaic (ハイパーギリギリモザイク?) | S1 ONED-602                                    | Hideto Aki                         | 19 novembre 2006                        | |
| S1 Dream Collection – 2nd Anniversary Commemoration Special Ver. – Super S Class Idols 8 Hours! (S1ドリームコレクション2周年記念スペシャルVer. スーパーS級アイドル8時間！?) | S1 ONSD-066                                    |                                    | 19 febbraio 2007                        | Compilation con 6 AV idol. |
| Big Dick PakoPako! (おっきいチンポでバコバコ！?) | S1 ONED-730                                    | Hideto Aki                         | 19 aprile 2007                          | |
| Hyper Risky Mosaic - Special Bath House Tsubaki (ハイパーギリギリモザイク 特殊浴場 TSUBAKI 貸切入浴料1億円?)                                                                | S1 OPEN-0705                                   | Hideto Aki                         | 3 maggio 2007                           | Con Honoka, Akiho Yoshizawa, Sho Nishino, Asami Ogawa, Yuma Asami, MO ☆ MO, Mako Katase, Chinatsu Izawa, Megumi Haruka, Karin e Cina Miyu. Ripubblicato il 7 dicembre 2007 in una versione più lunga della durata di 8 ore con la sigla S1 ONED-891. |
| Hyper-Risky Mosaic 8 Hours (ハイパーギリギリモザイク8時間?) | S1 ONSD-123                                    |                                    | 19 ottobre 2007                         | Compilation con 21 scene. |
| Risky Mosaic MV (完全限定生産×最新型Mビジョン ギリギリモザイクMV改?) | S1 ONED-881                                    | Hideto Aki                         | 19 novembre 2007                        | |
| Special Bath House Tsubaki 8 Hours (ハイパー×ギリギリモザイク 特殊浴場TSUBAKI8時間?)                                                                                        | S1 ONED-891                                    | Hideto Aki                         | 7 dicembre 2007                         | Con la partecipazione di 11 attrici. Precedentemente pubblicato il 3 maggio 2007 in una versione lunga 4 ore con la sigla S1 OPEN-0705. |
| Repeated Death, Grand Orgasm (ギリギリモザイク 繰り返す昇天、壮絶アクメ?)                                                                                                   | S1 ONED-927                                    |                                    | 19 febbraio 2008                        | |
| My Only Idol (ギリギリモザイク 僕だけのアイドル 蒼井そら?) | S1 ONED-944                                    |                                    | 19 marzo 2008                           | |
| Raped Sora Aoi (ギリモザ 犯された蒼井そら?) | S1 SOE-019                                     |                                    | 19 luglio 2008                          | |
| Staggering Facial Ejaculation (ハイパー×ギリモザ ものすごい顔射?) | S1 SOE-046                                     | Hideto Aki                         | 7 settembre 2008                        | |
| Risky Mosaic - Infinite Climax! Exciting Ecstasy Fuck (ギリモザ 無限絶頂！激イカセFUCK 蒼井そら?)                                                                           | S1 SOE-088                                     | Hideto Aki                         | 7 novembre 2008                         | |
| 20 Costumes Pakopako! (20コスチュームでパコパコ！?) | S1 SOE-132                                     | Ishibashi Wataru                   | 7 gennaio 2009                          | |
| Bodily Fluids Mingling, Rich Fuck (交わる体液、濃密セックス?) | S1 SOE-183                                     | Minami Haou                        | 19 marzo 2009                           | |
| Lewd Busty Female Teacher (ギリモザ 淫らな巨乳女教師?) | S1 SOE-224                                     | Midori Kohaku                      | 7 giugno 2009                           | |
| Certain Kill! Cum Face Shot! (必殺！一撃顔射！?) | S1 SOE-257                                     | Hideto Aki                         | 7 agosto 2009                           | |
| Incest (Twisted Bonds) (ギリモザ 近親相姦?) | S1 SOE-285                                     | Hideto Aki                         | 7 ottobre 2009                          | |
| Risky Mosaic Lotion Hell (ギリモザ LOTION HELL?) | S1 SOE-316                                     | Hideto Aki                         | 7 dicembre 2009                         | |
| Wife Violated in Front of Her Husband (夫の目の前で犯された若妻?) | S1 SOE-339                                     | Yuji Sakamoto                      | 19 gennaio 2010                         | |
| Masochist Training (Sola様のM調教?) | S1 SOE-370                                     | Hara Ichigo                        | 19 marzo 2010                           | |
| Made To The Last Drop (最後の一滴までシャブらせて?) | S1 SOE-395                                     | Tomohisa Aizome                    | 7 maggio 2010                           | |
| Mind-Blowing Orgasm (轟沈アクメ 脳髄から狂わせて?) | S1 SOE-422                                     | Minami Haou                        | 7 luglio 2010                           | |
| S1 Girls Collection - Sora Aoi Special 8 Hours (S1 GIRLS COLLECTION 蒼井そら エスワン8時間Special?)                                                                         | S1 ONSD-441                                    |                                    | 7 agosto 2010                           | Compilation di precedenti video girati per la S1 |
| Married Woman Teacher Violated (犯された人妻女教師?) | S1 SOE-454                                     | Hideto Aki                         | 7 settembre 2010                        | |
| Super High Image Vision Hollywood Standard Sex (極美映像 ハリウッド基準で魅せる超高画質セックス?)                                                                           | S1 SOE-490                                     | Minami Haou                        | 7 novembre 2010                         | |
| Complete Obedience - Masochist Secretary (完全服従どM秘書?) | S1 SOE-523                                     | Hideto Aki                         | 7 gennaio 2011                          | |
| Open Delusion Exposure (公然妄想露出アエギ聲出しちゃダメ！！?) | S1 SOE-556                                     |                                    | 7 marzo 2011                            | |
| Masochist Big Tits Private Investigator (秘密搜査官の女被虐の巨乳エージェント?)                                                                                             | S1 SOE-586                                     |                                    | 7 maggio 2011                           | |
| Mega Semem Bukkake Facial (メガ盛り顔射祭?) | S1 SOE-616                                     |                                    | 7 luglio 2011                           | |

### Pubblicazioni negli Stati Uniti
| Titolo              | Produttore         | Regista         | Pubblicazione    | Note |
| ------------------- | ------------------ | --------------- | ---------------- | --- |
| Asian Beauty Vol. 1 | Adult Source Media | Kosuke Kisaragi | 15 febbraio 2007 | Solo scene di nudo. Versione sottotitolata in inglese di Naked 2 / Sora Aoi, pubblicato il 25 febbraio 2004. |
| Asian Beauty Vol. 3 | Adult Source Media |                 | 15 febbraio 2007 | Solo scene di nudo. Versione sottotitolata in inglese di Naked / Sora Aoi, pubblicato il 25 giugno 2003.     |